# Медолюб жовтовусий
Медолюб жовтовусий (Microptilotis flavirictus) — вид горобцеподібних птахів родини медолюбових (Meliphagidae). Ендемік Нової Гвінеї.

## Підвиди
Виділяють два підвиди:
- M. f. flavirictus (Rand, 1936) — схід і південний схід Нової Гвінеї;
- M. f. crockettorum (Meyer, AB, 1894) — захід, північ і центр Нової Гвінеї.

## Поширення і екологія
Жовтовусі медолюби живуть в рівнинних і гірських тропічних лісах Нової Гвінеї.